# First World Manifesto
First World Manifesto è il dodicesimo album del gruppo punk rock Screeching Weasel. È stato pubblicato il 15 marzo 2011 con l'etichetta Fat Wreck Chords. È stato prodotto da Mike Kennerty.

## Tracce
Tutte le tracce sono state scritte da Ben Weasel.
1. Follow Your Leaders - 2:06
2. Frankengirl - 1:50
3. Beginningless Vacation - 2:20
4. Dry is the Desert - 2:44
5. Totem Pole - 2:04
6. Creepy Crawl - 2:02
7. Three Lonely Days - 2:43
8. Friday Night Nation - 2:06
9. All Over Town - 2:29
10. Fortune Cookie - 2:13
11. Baby Talk - 2:17
12. Come and See the Violence Inherent in the System - 2:02
13. Bite Marks - 1:29
14. Little Big Man - 2:40

## Formazione
- Ben Weasel - voce
- Dan Vapid - chitarra, voce
- Drew Fredrichsen - chitarra
- Justin Perkins - basso
- Adam Cargin - batteria[1]
- Dr. Frank - voce aggiunta su "Frankengirl"
- Joe King - voce aggiunta su "Creepy Crawl"
- Teakettle Jones - tastiere